# Список подводных лодок ВМС Нидерландов

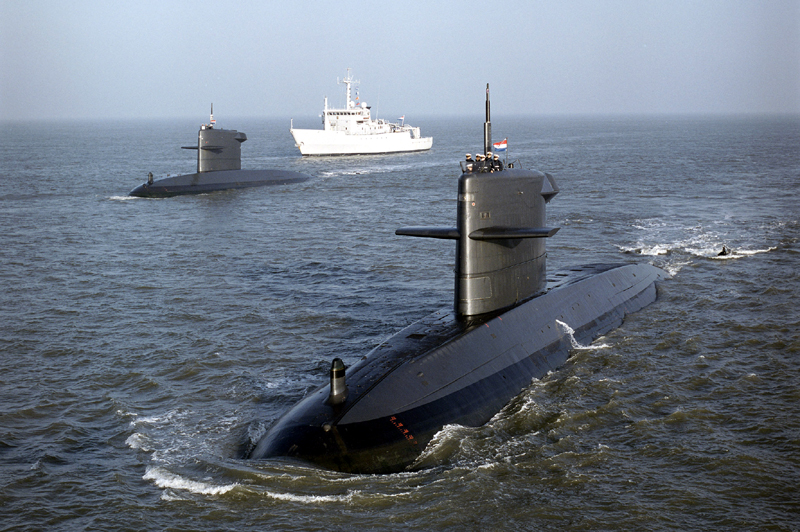
Современные подводные лодки типа «Валрус II» Королевских ВМС Нидерландов

Подводные лодки входят в состав Королевских военно-морских сил Нидерландов начиная с 1906 года. Каждая подводная лодка имеет собственное имя, предваряемое префиксом «Hr.Ms.» (аббревиатура от «Harer Majesteits», «Её Величества») или «Zr.Ms.» (аббревиатура от «Zijner Majesteits», «Его Величества»).
Все подводные лодки ВМС Нидерландов периода Первой мировой войны строились по чертежам американской компании Electric Boat Co.
После Второй мировой войны нидерландские кораблестроители также заимствовали опыт США, в итоге создав несколько собственных проектов, признанных очень удачными.

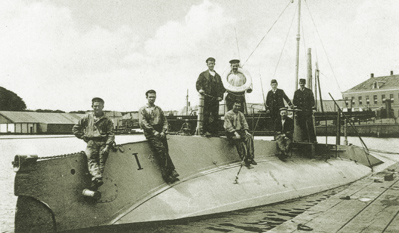
O 1 в 1906 году

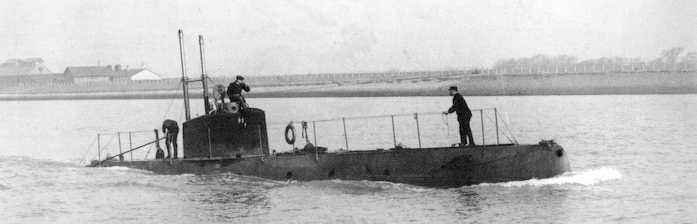
О 3 в 1912 году

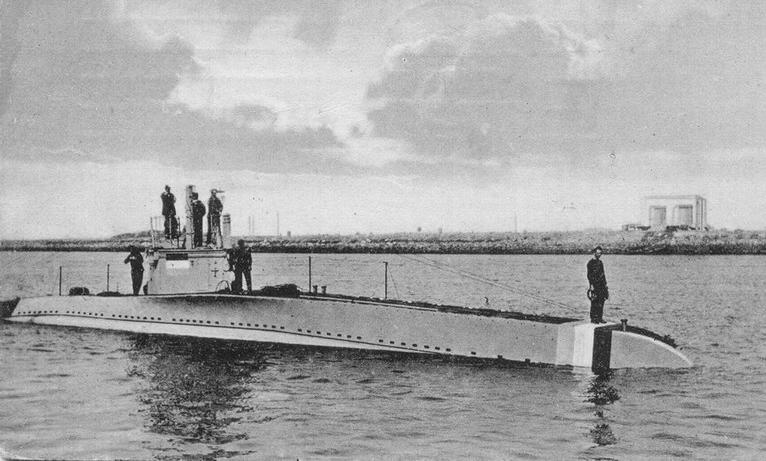
M 1

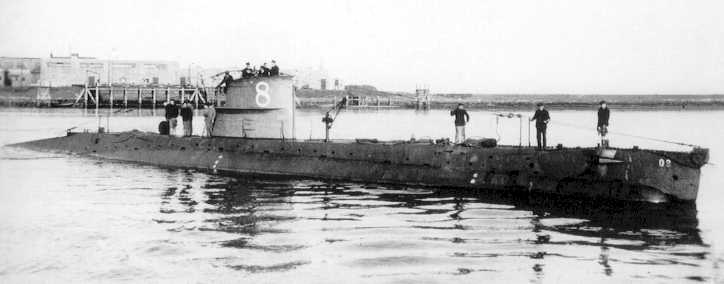
O 8

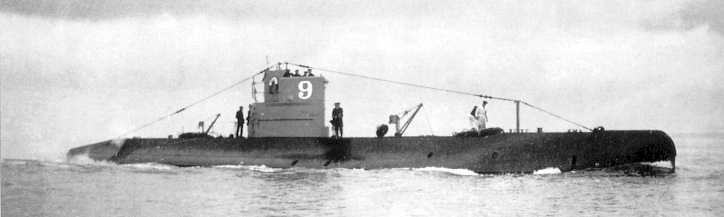
О 9

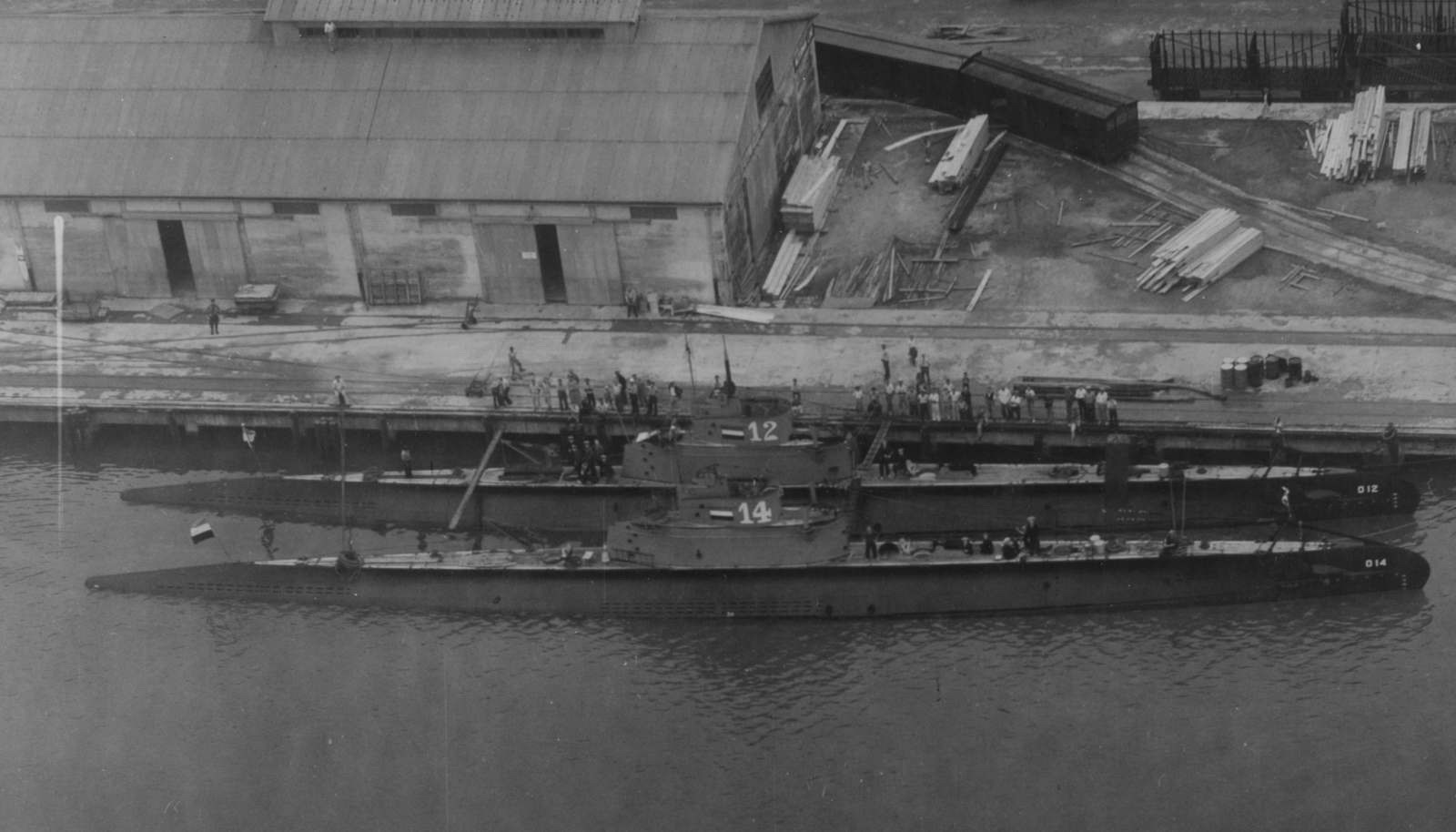
O 12 и O-14 в Пуэрто-Рико, 1937 год

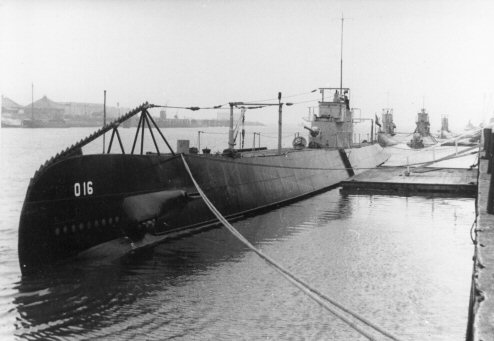

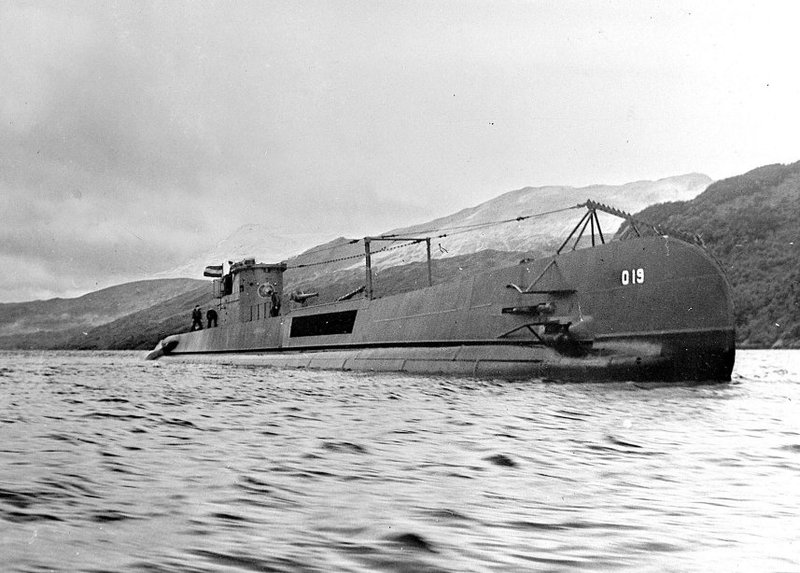

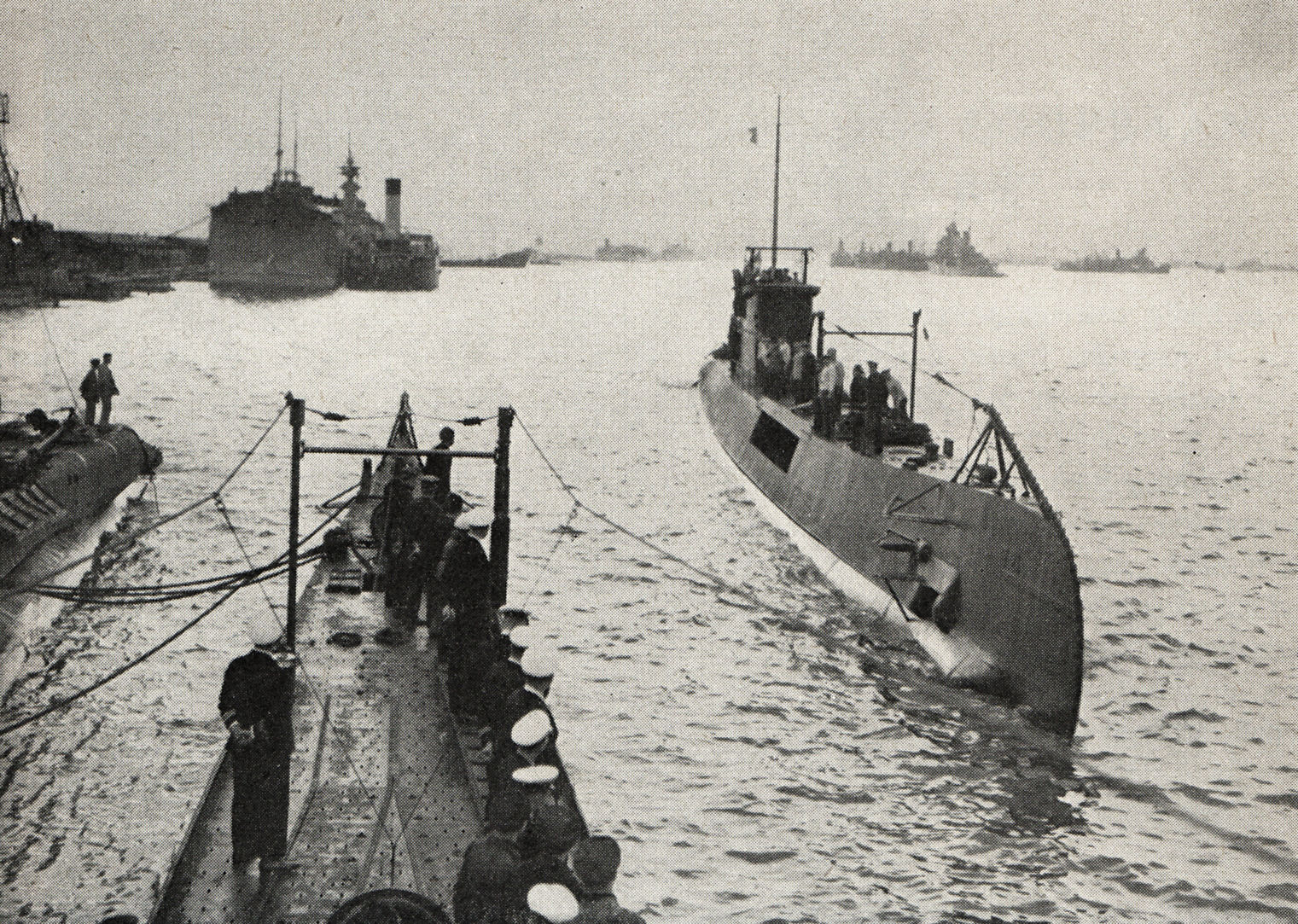
O 21 возвращается в базу Гибралтар после успешно выполненного задания

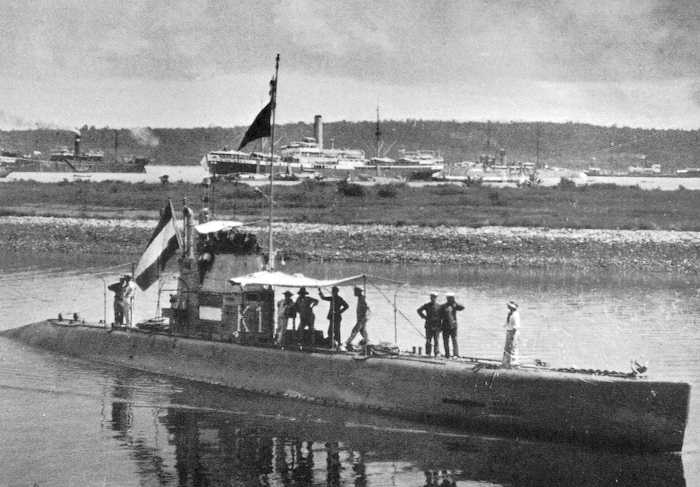
K-I прибывает в Сурабаю, 1916 год

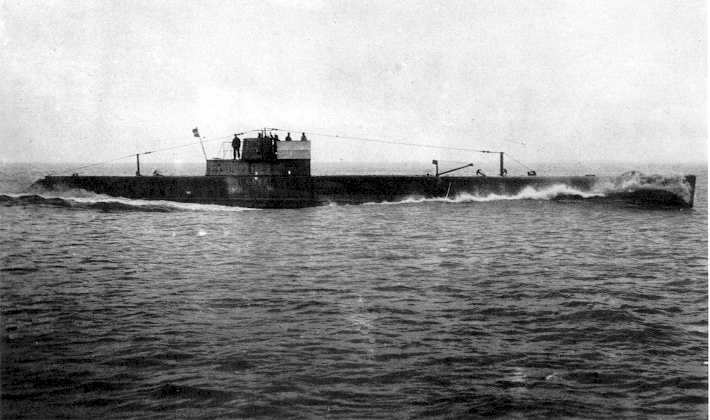

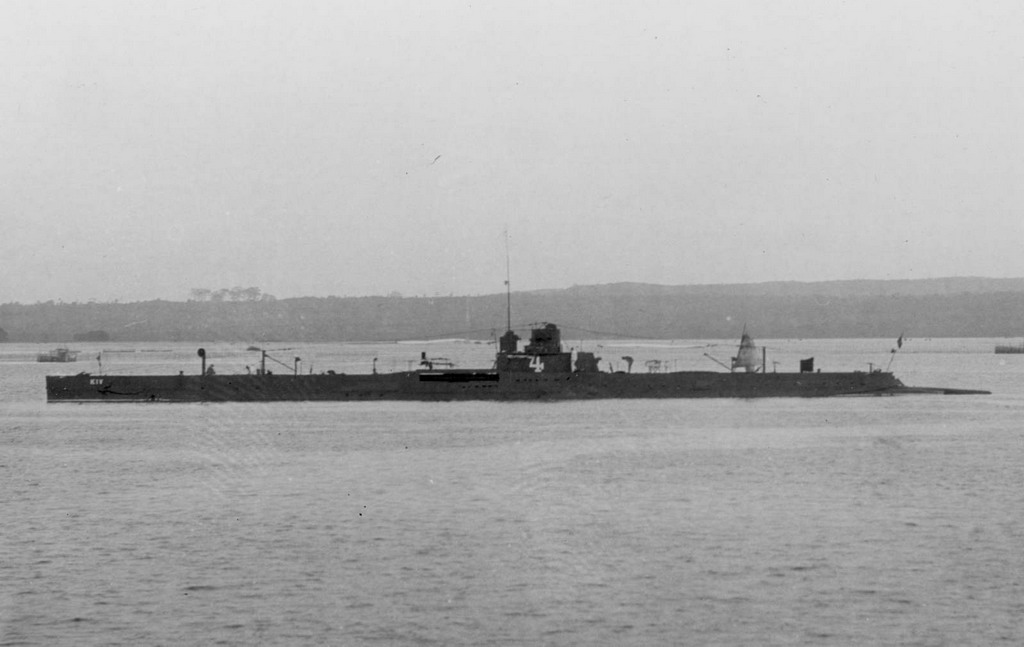

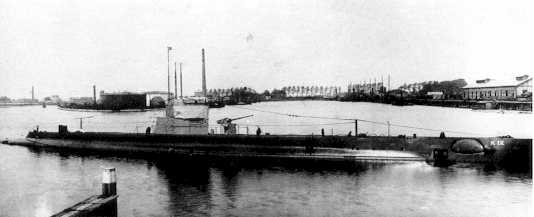
K-IX в 1925 году

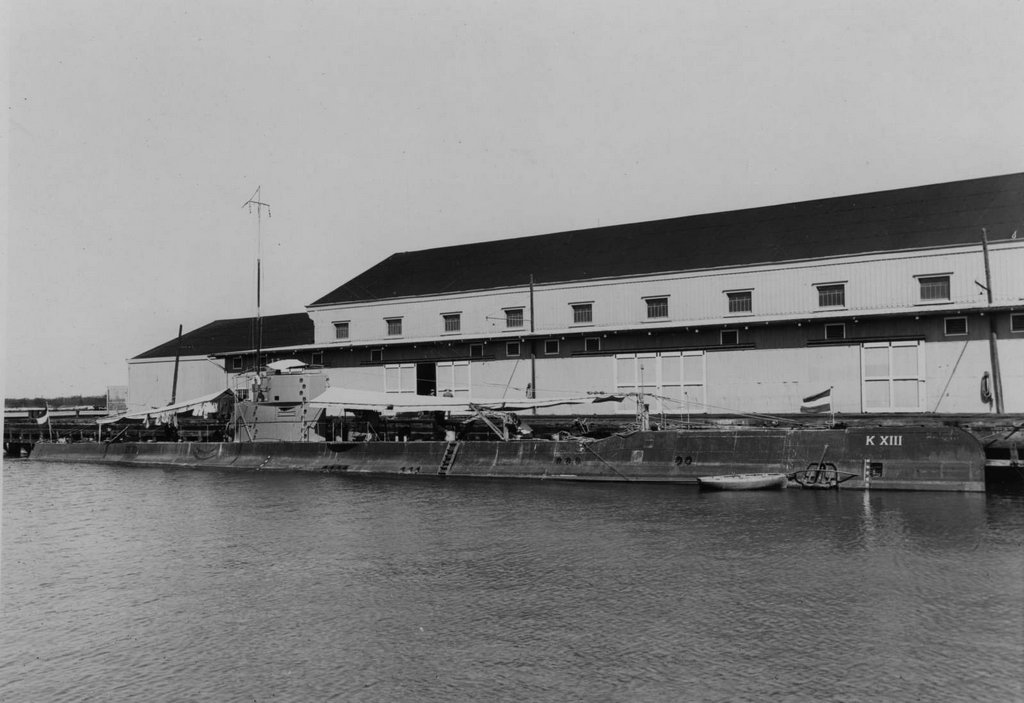
K-XII в гавани Гонолулу, 20 сентября 1926 года

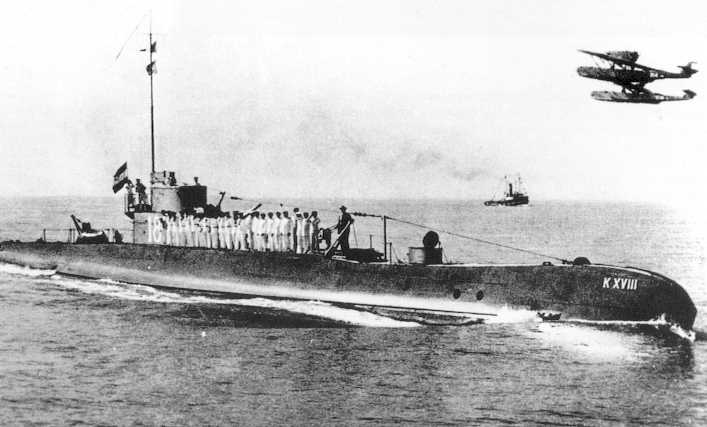
K-XVIII прибывает в Сурабаю, 11 июля 1935 года

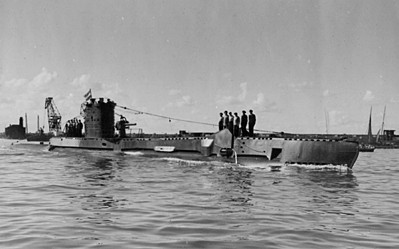

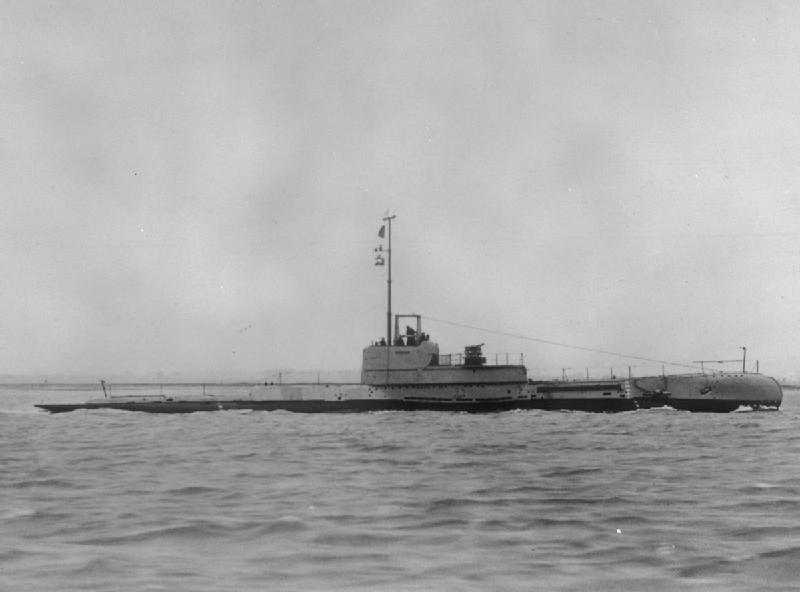

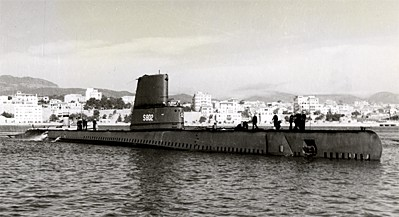

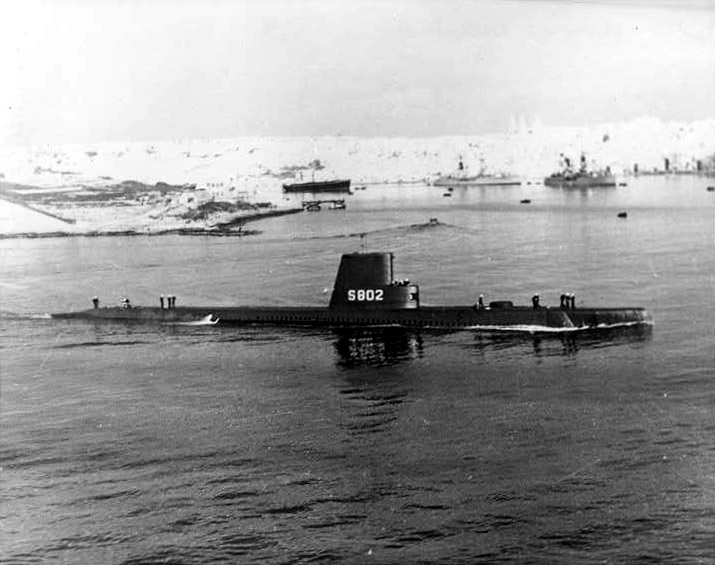

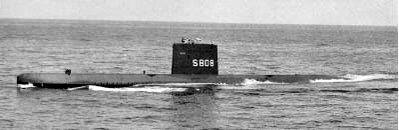

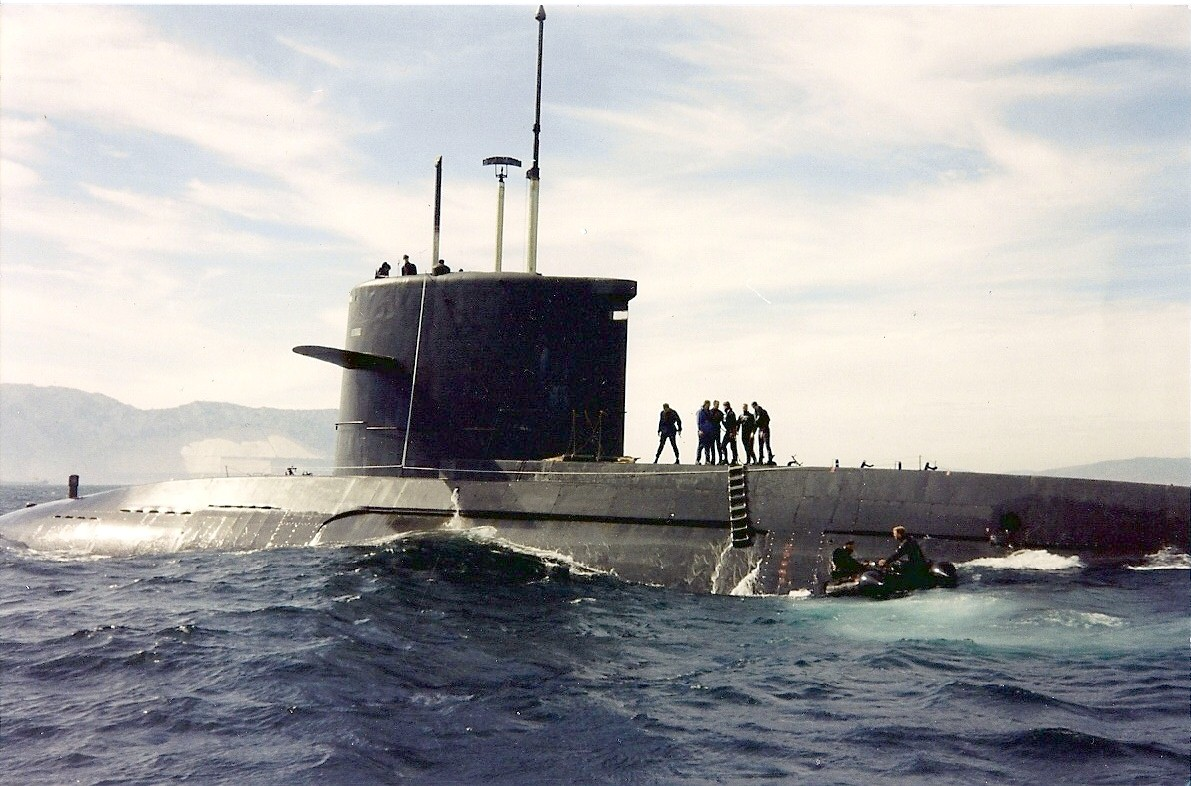

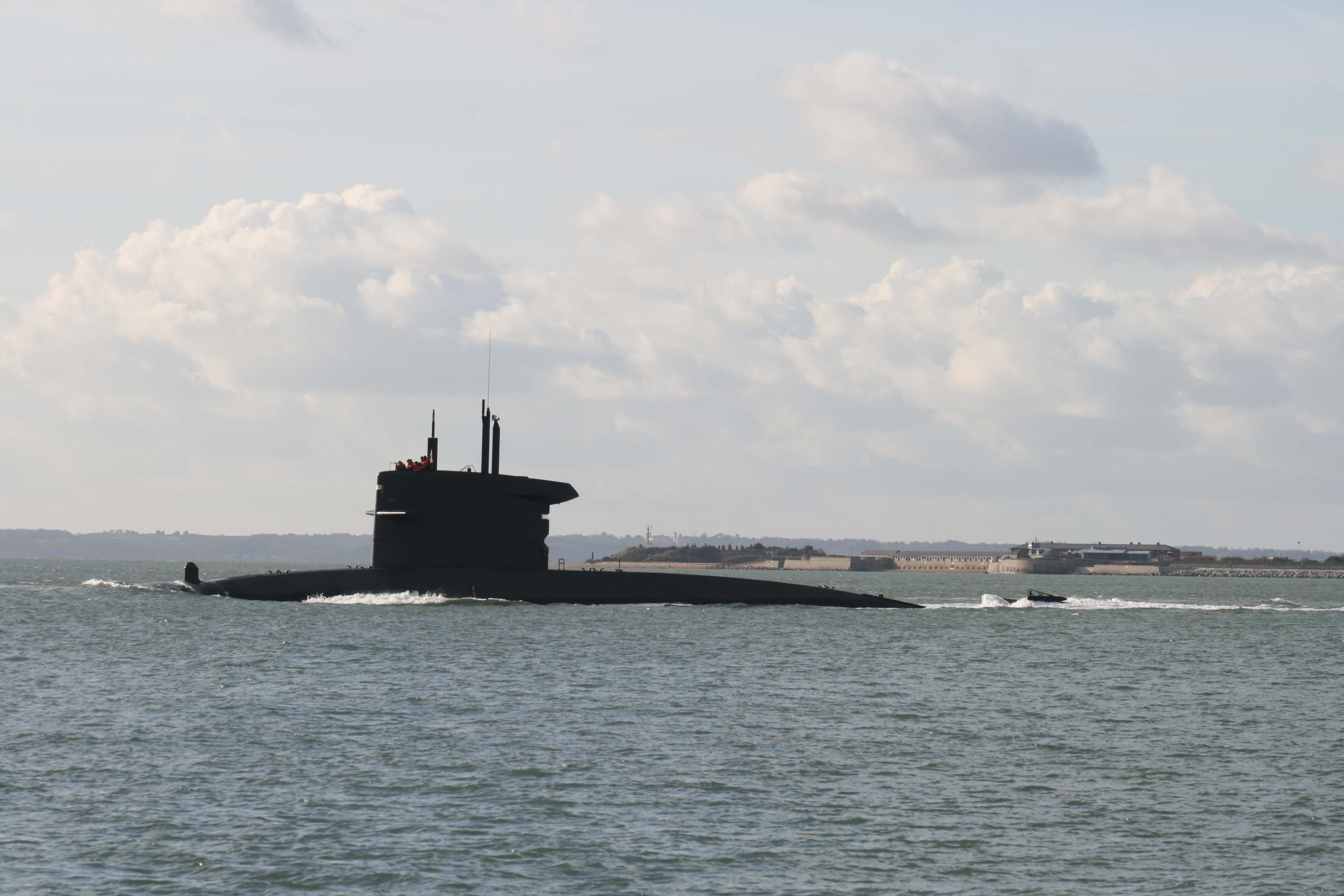

| Номер вымпела                   | Наименование                    | В составе флота          | Выведена из состава флота               | Состояние | Примечания                                                                             |
| подводные лодки типа O 1        | подводные лодки типа O 1        | подводные лодки типа O 1 | подводные лодки типа O 1                | подводные лодки типа O 1 | подводные лодки типа O 1                                                               |
| ------------------------------- | ------------------------------- | ------------------------ | --------------------------------------- | --- | -------------------------------------------------------------------------------------- |
| нет                             | Hs.Ms. O 1                      | с 21 декабря 1906 года   | нет данных 1920 года                    | разобрана на металл, рубка сохранена и выставлена у въезда в казармы Подводной службы Королевского ВМФ Нидерландов                   |                                                                                        |
| подводные лодки типа O 2        |                                 |                          |                                         | |                                                                                        |
| нет                             | Hs.Ms. О 2                      | с 1 декабря 1911 года    | нет данных 1930 года                    | нет данных |                                                                                        |
| нет                             | Hs.Ms. О 3                      | с 11 февраля 1913 года   | нет данных 1932 года                    | нет данных |                                                                                        |
| нет                             | Hs.Ms. О 4                      | с 17 июня 1914 года      | нет данных 1935 года                    | нет данных |                                                                                        |
| нет                             | Hs.Ms. О 5                      | с 20 августа 1914 года   | нет данных 1935 года                    | нет данных |                                                                                        |
| подводные лодки типа O 6        |                                 |                          |                                         | |                                                                                        |
| нет                             | Hs.Ms. O 6                      | с 5 декабря 1916 года    | нет данных ноября 1936 года             | нет данных |                                                                                        |
| подводные лодки типа O 7        |                                 |                          |                                         | |                                                                                        |
| нет                             | Hs.Ms. O 7                      | с 23 декабря 1916 года   | 21 ноября 1939 года                     | разобрана на металл |                                                                                        |
| подводные лодки типа UC I       |                                 |                          |                                         | |                                                                                        |
| нет                             | Hs.Ms. M 1                      | с 13 марта 1917 года     | нет данных 1931 года                    | разобрана на металл | бывшая SM UC-8                                                                         |
| подводные лодки типа H          |                                 |                          |                                         | |                                                                                        |
| нет                             | Hs.Ms. O 8                      | с 7 мая 1917 года        | 14 мая 1940 года                        | реквизирована германскими оккупационными властями                                                                                    | бывшая HMS H6 вошла в состав ВМФ Германии                                              |
| подводные лодки типа O 9        |                                 |                          |                                         | |                                                                                        |
| P 9 (P 09)                      | Hs.Ms. О 9                      | с 18 января 1926 года    | 1 декабря 1944 года                     | разобрана на металл |                                                                                        |
| P 10                            | Hs.Ms. О 10                     | с 1 сентября 1926 года   | 11 октября 1944 года                    | разобрана на металл |                                                                                        |
| нет                             | Hs.Ms. О 11                     | с 18 января 1926 года    | 14 мая 1940 года                        | затоплена в порту Ден Хелдера |                                                                                        |
| подводные лодки типа O 12       |                                 |                          |                                         | |                                                                                        |
| нет                             | Hs.Ms. О 12                     | с 20 июля 1931 года      | 14 мая 1940 года                        | затоплена в порту Ден Хелдера |                                                                                        |
| нет                             | Hs.Ms. О 13                     | с 1 октября 1931 года    | нет данных июня 1940 года               | погибла в Северном море при невыясненных обстоятельствах                                                                             |                                                                                        |
| P 14                            | Hs.Ms. О 14                     | с 4 марта 1932 года      | 26 июня 1943 года                       | разобрана на металл |                                                                                        |
| P 15 (N 15)                     | Hs.Ms. О 15                     | с 28 июля 1932 года      | нет данных сентября 1945 года           | разобрана на металл |                                                                                        |
| подводные лодки типа O 16       |                                 |                          |                                         | |                                                                                        |
| нет                             | Hs.Ms. O 16                     | с 26 октября 1936 года   | 15 декабря 1941 года                    | подорвалась на японских минах у восточного побережья Малайского полуострова                                                          |                                                                                        |
| подводные лодки типа O 19       |                                 |                          |                                         | |                                                                                        |
| P 19 (N 54)                     | Hs.Ms. О 19 Hs.Ms. K XIX        | с 10 июля 1945 года      | 10 июля 1945 года                       | при переходе на Филиппины села на риф в Южно-Китайском море и была уничтожена американской подводной лодкой USS «Код» (SS-224) «Cod» |                                                                                        |
| нет                             | Hs.Ms. О 20 Hs.Ms. K XX         | с 28 августа 1939 года   | 19 декабря 1941 года                    | получив повреждения от японских эскадренных миноносцев затоплена экипажем в 25 милях к востоку от Кота Бару                          |                                                                                        |
| подводные лодки типа O 21       |                                 |                          |                                         | |                                                                                        |
| S801 (O 21) (P 21) (K XXI)      | Hs.Ms. О 21 Hs.Ms. К XXI        | с 10 мая 1940 года       | 2 ноября 1957 года                      | разобрана на металл |                                                                                        |
| O 22 (P 22) (K XXII)            | Hs.Ms. О 22 Hs.Ms. К XXII       | с 10 мая 1940 года       | нет данных ноября 1940 года             | погибла в Северном море у берегов Норвегии при невыясненных обстоятельствах                                                          |                                                                                        |
| O 23 (P 23) (K XXIII)           | Hs.Ms. О 23 Hs.Ms. К XXIII      | с 13 мая 1940 года       | 1 декабря 1948 года                     | разобрана на металл |                                                                                        |
| S804 (O 24) (P 24) (K XXIV)     | Hs.Ms. О 24 Hs.Ms. К XXIV       | с 13 мая 1940 года       | 22 февраля 1954 года                    | разобрана на металл | с 1958 по 1962 год использовалась как учебное судно Подводной службы A 875             |
| S807 (O 27) (K XXVII)           | Hs.Ms. О 27 Hs.Ms. К XXVII      | с 13 июля 1945 года      | 14 ноября 1959 года                     | разобрана на металл | бывшая U D5                                                                            |
| подводные лодки типа K I        |                                 |                          |                                         | |                                                                                        |
| нет                             | Hs.Ms. К I                      | с 15 июля 1914 года      | нет данных 1928 года                    | нет данных |                                                                                        |
| подводные лодки типа K II       |                                 |                          |                                         | |                                                                                        |
| нет                             | Hs.Ms. К II                     | с 28 марта 1922 года     | нет данных августа 1937 года            | нет данных |                                                                                        |
| подводные лодки типа K III      |                                 |                          |                                         | |                                                                                        |
| нет                             | Hs.Ms. К III                    | с 9 июля 1920 года       | нет данных августа 1934 года            | нет данных |                                                                                        |
| нет                             | Hs.Ms. К IV                     | с 27 апреля 1921 года    | нет данных августа 1936 года            | нет данных |                                                                                        |
| подводные лодки типа K V        |                                 |                          |                                         | |                                                                                        |
| нет                             | Hs.Ms. К V                      | с 15 сентября 1920 года  | нет данных августа 1937 года            | нет данных |                                                                                        |
| нет                             | Hs.Ms. К VI                     | с 11 октября 1921 года   | нет данных августа 1937 года            | нет данных |                                                                                        |
| нет                             | Hs.Ms. К VII                    | с 5 сентября 1922 года   | 18 февраля 1942 года                    | потоплена японской авиацией в порту Сурабаи                                                                                          |                                                                                        |
| подводные лодки типа K VIII     |                                 |                          |                                         | |                                                                                        |
| нет                             | Hs.Ms. К VIII                   | с 15 сентября 1922 года  | 15 июля 1942 года                       | затоплена у западного побережья Австралии, взорвана в подводном состоянии                                                            |                                                                                        |
| N 39                            | Hs.Ms. К IX                     | с 21 июня 1923 года      | 15 июля 1942 года                       | передана Австралии | вошла в состав ВМФ Австралии                                                           |
| нет                             | Hs.Ms. К X                      | с 24 сентября 1923 года  | 2 марта 1942 года                       | разобрана на метал |                                                                                        |
| подводные лодки типа K XI       |                                 |                          |                                         | |                                                                                        |
| N 53                            | Hs.Ms. К XI                     | с 24 марта 1925 года     | 11 апреля 1945 года                     | затоплена у западного побережья Австралии                                                                                            |                                                                                        |
| N 61                            | Hs.Ms. К XII                    | с 19 мая 1925 года       | 9 сентября 1944 года                    | разобрана на металл |                                                                                        |
| нет                             | Hs.Ms. К XIII                   | с 29 марта 1926 года     | 2 марта 1942 года                       | затоплена в порту Сурабаи |                                                                                        |
| подводные лодки типа K XIV      |                                 |                          |                                         | |                                                                                        |
| N 22                            | Hs.Ms. К XIV                    | с 6 июля 1933 года       | 23 апреля 1946 года                     | разобрана на металл |                                                                                        |
| N 24                            | Hs.Ms. К XV                     | с 30 декабря 1933 года   | 23 апреля 1946 года                     | разобрана на металл |                                                                                        |
| нет                             | Hs.Ms. К XVI                    | с 30 января 1934 года    | 25 декабря 1941 года                    | потоплена японской подводной лодкой I-66 у Северо-Западного побережья острова Калимантан                                             |                                                                                        |
| нет                             | Hs.Ms. К XVII                   | с 19 декабря 1933 года   | предположительно 21 декабря 1941 года   | подорвалась на японских минах у Восточного побережья Малайского полуострова                                                          |                                                                                        |
| нет                             | Hs.Ms. К XVIII                  | с 23 марта 1934 года     | 2 марта 1942 года                       | затоплена в порту Сурабаи | потоплена у берегов Сурабаи                                                            |
| подводные лодки типа U          |                                 |                          |                                         | |                                                                                        |
| О 1                             | Hs.Ms. «Долфейн» «Dolfijn»      | с 8 октября 1942 года    | нет данных 1952 года                    | разобрана на металл | заложена как P-47                                                                      |
| подводные лодки типа S          |                                 |                          |                                         | |                                                                                        |
| N 73                            | Hs.Ms. «Зехонд» «Zeehond»       | с 11 октября 1943 года   | 14 ноября 1945 года                     | возвращена Великобритании | бывшая HMS «Стёрджен» (73S, 73N, N73) «Sturgeon» вернулась в состав ВМФ Великобритании |
| подводные лодки типа Т          |                                 |                          |                                         | |                                                                                        |
| S814 (O 29), (O 3)              | Hs.Ms. «Звардвис» «Zwaardvis»   | с 23 ноября 1943 года    | 11 декабря 1962 года                    | разобрана на металл | заложена как HMS «Талент» (P 322) «Talent»                                             |
| S812 (O 28), (O 2)              | Hs.Ms. «Тейгерхай» «Tijgerhaai» | с 28 марта 1945 года     | нет данных 1965 года                    | разобрана на металл | заложена как HMS «Торн» (P 339) «Tarn»                                                 |
| S811 (O 30)                     | Hs.Ms. «Долфейн» «Dolfijn»      | с 4 июня 1948 года       | 7 декабря 1953 года                     | возвращена Великобритании | бывшая HMS «Торас» (P 339, P 313, P 39) «Taurus» вернулась в состав ВМФ Великобритании |
| S813 (O 31), (O 5)              | Hs.Ms. «Зехонд» «Zeehond»       | с 18 июня 1948 года      | 15 июля 1953 года                       | возвращена Великобритании | бывшая HMS «Тапир» (P 335) «Tapir» вернулась в состав ВМФ Великобритании               |
| подводные лодки типа «Балао»    |                                 |                          |                                         | |                                                                                        |
| S802                            | Hs.Ms. «Валрус» «Walrus»        | с 21 февраля 1953 года   | 15 июля 1971 года                       | разобрана на метал | бывшая USS «Айсфиш» (SS 367) «Icefish»                                                 |
| S803                            | Hs.Ms. «Зелеу» «Zeeleeuw»       | с 21 апреля 1953 года    | нет данных ноября 1970 года             | разобрана на металл | бывшая USS «Хокбил» (SS 366) «Hawkbill»                                                |
| подводные лодки типа «Долфейн»  |                                 |                          |                                         | |                                                                                        |
| S808                            | Hs.Ms. «Долфейн» «Dolfijn»      | с 16 декабря 1960 года   | 29 апреля 1982 года                     | разобрана на металл |                                                                                        |
| S809                            | Hs.Ms. «Зехонд» «Zeehond»       | с 16 марта 1961 года     | 11 января 1990 года (выведена в резерв) | разобрана на металл |                                                                                        |
| S804                            | Hs.Ms. «Потвис» «Potvis»        | с 2 ноября 1965 года     | 18 июня 1992 года                       | разобрана на металл |                                                                                        |
| S805                            | Hs.Ms. «Тонейн» «Tonijn»        | с 24 февраля 1966 года   | 10 января 1991 года                     | экспонат Музея ВМФ Нидерландов в Ден Хелдере                                                                                         |                                                                                        |
| подводные лодки типа «Звардвис» |                                 |                          |                                         | |                                                                                        |
| S806                            | Hs.Ms. «Звардвис» «Zwaardvis»   | с 18 августа 1972 года   | нет данных 1994 года                    | выставлена на продажу |                                                                                        |
| S807                            | Hs.Ms. «Тейгерхай» «Tijgerhaai» | с 20 октября 1972 года   | нет данных 1995 года                    | выставлена на продажу |                                                                                        |
| подводные лодки типа «Валрус»   |                                 |                          |                                         | |                                                                                        |
| S802                            | Hs.Ms. «Валрус» «Walrus»        | с 25 марта 1992 года     |                                         | в строю |                                                                                        |
| S803                            | Hs.Ms. «Зелеу» «Zeeleeuw»       | с 25 апреля 1990 года    |                                         | в строю |                                                                                        |
| S808                            | Hs.Ms. «Долфейн» «Dolfijn»      | с 29 января 1993 года    |                                         | в строю |                                                                                        |
| S810                            | Hs.Ms. «Брёйнвис» «Bruinvis»    | с 5 июля 1994 года       |                                         | в строю |                                                                                        |